# Schizopera aegyptica
Schizopera aegyptica is een eenoogkreeftjessoort uit de familie van de Miraciidae. De wetenschappelijke naam van de soort is voor het eerst geldig gepubliceerd in 1978 door Kiefer.